# L'excepció i la regla
L'excepció i la regla (Die Ausnahme und die Regel) és una obra del dramaturg alemany Bertolt Brecht, escrita entre el 1929 i el 1930 amb l'objectiu de representar-se a fàbriques i escoles per difondre els principis del socialisme, però portada al teatre per primera vegada a Europa només el 1947 a París. L'estrena mundial de l'obra va tenir lloc a Givat Haim, Palestina, el 1938. L'obra ha estat traduïda al català i publicada el 1999 junt a d'altres peces de Brecht en Bertolt Brecht: Teatre complet II, que aplega El vol dels Lindbergh (1930), La peça didàctica de Baden sobre l'acord (1930), El que diu sí. El que diu no (1931), Santa Joana dels escorxadors (1932), L'excepció i la regla (1938), La mare (1938), Els caps rodons i els caps punxeguts o als rics els agrada fer-se costat (1938), Els set pecats capitals dels petits burgesos (1933), Els horacis i els curiacis (1938), Els fusells de la senyora Carrar (1938) i Terror i misèria del Tercer Reich (1938), traduïts entre altres per Feliu Formosa i Carme Serrallonga.

## Trama
Un comerciant molt ric ha de creuar el desert de Yahi per concloure un acord petroler a Urga. Durant el viatge es noten les diferències socioeconòmiques entre ell i el seu portador, el coolie, i a mesura que el comerciant té cada vegada més por del desert, augmenta la seva violència, ja que sense el suport de la policia se sent vulnerable a possibles atacs de part dels seus empleats. Després d'acomiadar el guia, el comerciant es perd al desert i comença a patir l'escassetat d'aigua que li afecta a ell i a la seva caravana. El capitalista adinerat dispara al coolie, creient que l'home intentava atacar-lo, quan de fet el portador li oferia l'aigua que quedava a l'ampolla.
El comerciant és portat a judici, però és absolt de tots els càrrecs: segons el jutge, de fet, tenia tot el dret a témer persones de classe social inferior i, en conseqüència, l'assassinat estava justificat, independentment de les intencions reals del coolie.

## Història de la representació
Brecht va escriure Die Ausnahme und die Regel com a part dels seus Lehrstücke, els drames didàctics marxistes amb els quals es va proposar difondre ideals i principis socialistes a les classes treballadores i a les escoles. L'auge del nazisme a Alemanya va fer que l'òpera, una obra d'un sol acte d'una durada d'una hora, fos irrepresentable al país natal de Brecht i l'òpera es va estrenar al kibbutz Givat Chaim, Palestina, a l'agost de 1938, en hebreu i dirigit per Alfred Wolfe.
Només el final de la Segona Guerra Mundial va fer possible la posada en escena de la peça a Europa, que va debutar al Théâtre de Poche Montparnasse de París el 1947, sota la direcció de Jean-Marie Serreau.